# 中尾山高原グラススキー場
中尾山高原グラススキー場（なこやまこうげんグラススキーじょう）は、徳島県美馬市木屋平の中尾山高原にあるグラススキー専用のスキー場である。現在、美馬市の指定管理である(株)アルボルこやだいらが、「つるぎの湯 大桜」、「中尾山高原施設」と共に管理・運営している。

## 概要
丸笹山・赤帽子山から連なる標高1,000mの中尾山高原にある四国唯一の日本グラススキー協会公認のグラフスキー場で、四国第二の高峰・剣山を目前に滑ることができる。グラススキー世界大会等、グラススキーの大規模な大会がここで行われることがある。

## リフト
- ロープ式リフト：2基

## 営業時間・営業期間
- 営業時間 9:00～16：30(定休日：毎週水曜日 7月・8月は無休)
- 営業期間 4月第4土曜日～11月第2日曜日

## 料金
- 大人
  - 2時間 2,000円(レンタル料込み)
  - 1 日 5,000円(レンタル料込み)
- 中学生以下
  - 2時間 1,400円(レンタル料込み)
  - 1 日 3,500円(レンタル料込み)
- ちびっ子ゲレンデ
  - 1時間 300円(ソリレンタル料込み)

※ちびっ子ゲレンデはソリの持ち込み、大人の使用不可

## 注意事項
- 落雷や雨等の自然環境により、リフトや滑走を中止する場合あり。

## 選手
- 2007FISグラススキー世界選手権SL準優勝、2008FISグラススキープレ世界選手権SL優勝、2010FISグラススキーワールドカップ総合準優勝の新谷起世選手と弟、新谷大地選手は同グラススキー場出身。

## 交通
- 徳島市内より車で国道438号・神山町経由木屋平村、約1時間50分。
- JR徳島駅より徳島線穴吹駅からバスで約1時間。